# جاكي آفريل
جاكي آفريل (بالفرنسية: Jacky Avril)‏ هو راكب الكنو فرنسي، ولد في 19 يوليو 1964 في فييرزو في فرنسا.

## وصلات خارجية
- جاكي آفريل على موقع أوليمبيديا (الإنجليزية)